# Vital Concept Cycling Club/Saison 2018
Diese Liste beschreibt die Mannschaft und die Erfolge des Radsportteams Vital Concept Cycling Club in der Saison 2018.

## Erfolge in der UCI Asia Tour
| Datum       | Rennen                       | Kat. | Sieger        |
| ----------- | ---------------------------- | ---- | ------------- |
| 24. Januar  | 1. Etappe Sharjah Tour (EZF) | 2.1  | Julien Morice |
| 13. Februar | 1. Etappe Oman-Rundfahrt     | 2.HC | Bryan Coquard |

## Erfolge in der UCI Europe Tour
| Datum         | Rennen                              | Kat. | Sieger             |
| ------------- | ----------------------------------- | ---- | ------------------ |
| 4. März       | Grand Prix de la Ville de Lillers   | 1.2  | Jeremy Lecrocq     |
| 11. Mai       | 4. Etappe Vier Tage von Dünkirchen  | 2.HC | Bryan Coquard      |
| 27. Mai       | 5. Etappe Belgien-Rundfahrt         | 2.HC | Bryan Coquard      |
| 24. Juni      | 5. Etappe Tour de Savoie Mont-Blanc | 2.2  | Quentin Pacher     |
| 18. August    | 4. Etappe Tour du Limousin          | 2.1  | Lorrenzo Manzin    |
| 19. September | Omloop van het Houtland             | 1.1  | Jonas Vangenechten |

## Mannschaft
| Teamkader 2018                            | Teamkader 2018     | Teamkader 2018 | Teamkader 2018                      |
| Name                                      | Geburtsdatum       | Land           | Vorheriges Team                     |
| ----------------------------------------- | ------------------ | -------------- | ----------------------------------- |
| Yohann Bagot                              | 6. September 1987  | Frankreich     | Cofidis, Solutions Crédits (2017)   |
| Kris Boeckmans                            | 13. Februar 1987   | Belgien        | Lotto-Soudal (2017)                 |
| Bryan Coquard                             | 25. April 1992     | Frankreich     | Direct Énergie (2017)               |
| Erwann Corbel                             | 20. April 1991     | Frankreich     | Fortuneo-Oscaro (2017)              |
| Arnaud Courteille                         | 13. März 1989      | Frankreich     | FDJ (2017)                          |
| Bert De Backer                            | 2. April 1984      | Belgien        | Team Sunweb (2017)                  |
| Corentin Ermenault                        | 27. Januar 1996    | Frankreich     | Team Wiggins (2017)                 |
| Marc Fournier                             | 12. November 1994  | Frankreich     | FDJ (2017)                          |
| Adrien Garel                              | 12. März 1996      | Frankreich     |                                     |
| Steven Lammertink                         | 4. Dezember 1993   | Niederlande    | LottoNL-Jumbo (2017)                |
| Johan Le Bon                              | 3. Oktober 1990    | Frankreich     | FDJ (2017)                          |
| Jérémy Lecroq                             | 7. April 1995      | Frankreich     | Roubaix Lille Métropole (2017)      |
| Lorrenzo Manzin                           | 26. Juli 1994      | Frankreich     | FDJ (2017)                          |
| Julien Morice                             | 20. Juli 1991      | Frankreich     | Direct Énergie (2017)               |
| Justin Mottier                            | 14. September 1993 | Frankreich     | VC Pays de Loudéac (2017)           |
| Patrick Müller                            | 18. April 1996     | Schweiz        | BMC Development (2017)              |
| Quentin Pacher                            | 6. Januar 1992     | Frankreich     | Delko-Marseille Provence-KTM (2017) |
| Kévin Réza                                | 18. Mai 1988       | Frankreich     | FDJ (2017)                          |
| Tanguy Turgis                             | 16. Mai 1998       | Frankreich     | Cofidis, Solutions Crédits (2017)   |
| Jonas Van Genechten                       | 16. September 1986 | Belgien        | Cofidis, Solutions Crédits (2017)   |
|                                           |                    |                |                                     |
| Quellen: ProCyclingStats Cycling Quotient |                    |                |                                     |